# Hydropsyche gereckei
Hydropsyche gereckei là một loài Trichoptera trong họ Hydropsychidae. Chúng phân bố ở miền Cổ bắc.